# Les Gladiatrices
Pour plus de détails, voir Fiche technique et Distribution.
Les Gladiatrices (Le Gladiatrici) est un film italo-yougoslave réalisé par Antonio Leonviola, sorti en 1963.

## Synopsis
Des Amazones mettent en esclavage les hommes d'un pays. Le héros Taur est appelé pour venir leur rendre leur liberté.

## Fiche technique
- Titre original : Le Gladiatrici
- Titre français : Les Gladiatrices[1]
- Réalisation : Antonio Leonviola, assisté de Tonino Ricci
- Scénario : Antonio Leonviola, Fabio Piccioni et Maria Sofia Scandurra, d'après leur histoire
- Costumes : Serenilla Staccioli
- Photographie : Memmo Mancori
- Montage : Renato Cinquini
- Musique : Roberto Nicolosi
- Production : Ennio De Concini et Alfredo Guarini
- Pays d'origine :  Italie,  Yougoslavie
- Genre : péplum
- Durée : 95 minutes
- Dates de sortie :
  - Italie : 9 août 1963
  - France : 8 juillet 1964[1]

## Distribution
- Susy Andersen (VF : Anne Carrère) : Tamar
- Joe Robinson (VF : René Arrieu) : Taur
- Harry Baird (VF : John William) : Ubaratutu
- Janine Hendy (VF : Jacqueline Carrel) : la Reine noire
- Maria Fiore (VF : Nelly Benedetti) : Yamad
- Alberto Cevenini (it) : Siros
- Claudia Capone (VF : Jeanine Freson) : Agarit
- Carla Foscari (VF : Sophie Leclair) : Ghebel Gor
- Alfonso Albani (VF : Gerard Riou) : Amok
- Anna Majurec (VF : Marie-Martine) : Lulé
- Narration : Roger Rudel